# Poseidonios
Poseidonios (Ποσειδώνιος), född omkring 135 f.Kr., död 51 f.Kr. var en grekisk stoisk filosof, geograf, historiker, astronom, fysiker, politiker och lärare. Inget av hans många verk finns bevarade annat än som fragmentariska citat och kommentarer i andras verk.

## Uppväxt
Poseidonios föddes i den syriska staden Apamea i en grekisk familj; staden var då en del av det Romerska riket. Han studerade i Aten där han kom i kontakt med stoicismen genom sin lärare Panaitios, och flyttade sedan till Rhodos och blev politiker. Under en tid var han ambassadör i Rom. Att döma av vad han senare skrev, tycks han ha ogillat Roms ledande politiker Marius. Han ägnade sig åt flera studieresor i områdena runt Medelhavet, vilka gav de erfarenheter som låg till grund för hans arbeten.

## Filosofi
För Poseidonios liksom andra dåtida filosofer var filosofi inte åtskild från exempelvis naturvetenskaplig kunskap, så uppspaltningen i olika verksamhetsområden i denna artikel är i viss mån artificiell. Hans skrifter och hans rykte som föreläsare i filosofi växte, och det uppstod en skola runt honom på Rhodos. Bland annat lyssnade Cicero på hans föreläsningar, när denne besökte Rhodos år 78 f.Kr.. Även Pompejus besökte flera gånger Poseidonios.
Såsom stoiker upphöjde han logos som princip för kosmos. Han trodde att de fysiska lagarna utgjordes av en ”kosmisk sympati” mellan elementen i världen, och att världen var rationellt designad. Poseidonios stödde med hänvisning till detta uppbygget av det romerska herraväldet. Han ansåg dock samtidigt att de mer "primitiva" folken stod närmare Logos än vad de mer "civiliserade" gjorde, och menade som andra stoiker att detta på sikt skulle leda till undergång, när mänskligheten helt hade förlorat kontakten med Logos. Hans tankar påverkade i sin tur Sallustius.

## Astronomi
Under en resa till Cadiz fann Poseidonios att tidvatten måste uppstå på grund av månens inverkan. Hans verk i astronomi finns i stort sett endast bevarat som fragment i Kleomedes verk, där Posidonios försökte beräkna solens och månens storlekar och avstånden mellan Jorden och dessa himlakroppar. Han menade att solen emanerade livskraft som genomsyrade och uppbar världen.

## Historia, geografi och etnografi
Det är framför allt som historiker, geograf och beskrivare av olika etniciteter som Poseidonios blev berömd. Han menade att olika folkslag fick olika karaktärer på grund av klimatet där de var hemmahörande, vilket skulle få politiska följder i det romerska riket, som såg sig som världens härskare. I sitt historieverk tar han vid där Polybios slutade, och behandlar tiden 146 - 88 f.Kr. Hans verk skall ha upptagit 52 band. Historiografiskt skiljer han sig från Polybios, och anlägger en psykologisk förklaringsmodell, men han vävde även in sin teori om klimatets påverkan på människorna för att förklara de historiska skeendena.
I Poseidonios geografiska verk ”Om Oceanen” citeras Strabon och verkar både bygga på hans egna iakttagelser från sina resor och på äldre grekiska författares verk.
Poseidonios var en av de första som beskrev kelterna och deras druider, som han trodde var ett slags filosofer. Julius Caesar använde honom som källa i De bello Gallico, och troligen gjorde Tacitus detsamma i Germania. Vidare författade han en handbok i krigföring, som brukar ses som ett bevis på att han själv haft ledande militära befattningar.
Strabon kallade Posidonios den mest lärde av alla historiker någonsin, och han fick flera efterföljare, Livius, Plutarkos, Seneca den yngre, Diodorus Siculus, Ptolemaios med flera. Under medeltiden citerades han ännu som en ledande auktoritet i lexikonet Suda.

## Politik
Posidonios uttalade sin beundran för Pompejus, men undvek däremot att stödja Ciceros kampanj mot oppositionspolitikern Catilina. Han ansåg att uppror mot romarna vore orätt, men också att romarna hade brustit i sitt ansvar genom att exempelvis de gruvarbetande slavarna på Sicilien hade så vidriga förhållanden att detta drev dem till uppror.

## Eftermäle
Nedslagskratern Posidonius på månen och asteroiden 13129 Poseidonios är uppkallade efter honom.